# Yumi Ishikawa
Yumi Ishikawa (Gifu, 1 de janeiro de 1987) é uma escritora e atriz japonesa. Também é ativista feminista, que iniciou o movimento #KuToo (um jogo de palavras entre kutsuː sapatos; kutsuuː sofrimento) nas redes sociais, onde criou uma petição online, pedindo ao Governo Japonês que abolisse as normas empresariais de vestimenta feminina que obrigam as funcionárias a usarem sapatos de salto alto em seus locais de trabalho, que lhe causam dores e problemas físicos. Foi classificada como uma das 100 mulheres mais inspiradoras do mundo, pela BBC 100 Women, no ano de 2019.

## Biografia
Ishikawa nasceu em 1 de janeiro de 1987, na província de Gifu, no Japão. Estudou artes cênicas no ensino médio. Aos 18 anos, se mudou para Tóquio e trabalhou como atriz até o final do ano de 2017, quando através do movimento #MeToo percebeu que estava sofrendo assédio sexual em seu local de trabalho. Passou a trabalhar como recepcionista de uma funerária, onde, em um momento de muitas dores nos pés devido a ficar horas em pé usando salto alto, percebeu que os sapatos dos funcionários homens eram confortáveis. O uso do salto alto era uma norma de vestimenta feminina da empresa. Indignada com desigualdade de gênero, criou o movimento #KuToo (um jogo de palavras entre kutsuː sapatos; kutsuuː sofrimento) no Twitter. Através deste movimento, recebeu comentários de outras mulheres manifestando passar pelos mesmos problemas.
No Japão, é considerado aceitável que empresas obriguem suas funcionárias a usarem saltos altos como norma de vestimenta feminina. Ishikawa através de experiência pessoal e de muitas outras mulheres que sofrem dores físicas por usarem saltos altos por muitas horas em pé, em 2019 criou uma petição, apresentada ao Governo Japonês, pedindo para que abolissem o mandato do salto alto nas empresas. Neste período, sua petição possuía 18.856 assinaturas. Ao receber a petição, o Ministério da Saúde, Trabalho e Bem-Estar não acatou o pedido. Ishikawa não desistiu e continuou seu ativismo contra a desigualdade de gênero. Escreveu o livro, o #KuToo: Serious Feminism Starting from the Shoes (#KuToo: Feminismo sério começando pelos sapatos), que aborda o sexismo sofrido pelas mulheres japonesas em seus locais de trabalho. Por seu posicionamento, Ishikawa é atacada constantemente nas redes sociais, mas conseguiu que empresas como o Banco Sumitomo Mitsui, a Japan Airlines e a NTT DoCoMo Inc revisassem suas normas de vestimenta referente a obrigação do saltos alto.

## Livros
- 2019 - #KuToo: Serious Feminism Starting from the Shoes.[4]
- 2020 - Etcetera Vol.4ː Women's Movement and Backlash (atuaou como editora).[4]
- 2021 - I Don't Read the Air Anymore.[3]

## Filmes
- 2014 - The Woman's Hole.[3]